# Tipula (Acutipula) pseudofulvipennis
Tipula (Acutipula) pseudofulvipennis is een tweevleugelige uit de familie langpootmuggen (Tipulidae). De soort komt voor in het Oriëntaals gebied.